# バケットヘッド卿
バケットヘッド卿（バケットヘッドきょう、英語: Lord Buckethead）は、1987年以来たびたびイギリス総選挙などに出馬している政治風刺を目的とした泡沫候補で、これまでに数人がこれを演じている。"Buckethead" は直訳すると「バケツ頭」の意味。
このキャラクターは、『スター・ウォーズ』におけるダース・ベイダーのように、銀河間を股に掛ける悪者として、1984年に制作されたアメリカ合衆国のSF映画『ハイパー・ウォーズ 帝国の逆上』のためにトッド・デュアハムが創作したものである。スターウォーズ作品世界において "Buckethead" は銀河帝国時代のストームトルーパーや類似の装甲服着用者に対する軽蔑的なニックネームである。
イギリスのビデオ配給事業者マイク・リー (Mike Lee) は、1987年イギリス総選挙にバケットヘッド卿を出馬させ、1992年イギリス総選挙でも同様に出馬させた。その後、しばらくこのキャラクターは使われなかったが、2017年イギリス総選挙に際して、コメディアンのジョナサン・ハーヴェイがバケットヘッド卿として立候補し、テレビで放映されたテリーザ・メイ首相と並んだ姿は、バイラル動画となり、メディアの注目やネット上でのフォローを集めた。
2017年総選挙の後、デュアハムはこのキャラクターの所有権が自分にあることを明確に主張し、ハーヴェイによる使用を覆した。バケットヘッド卿は、デュアハムの公認の下でデヴィッド・ヒューズ (David Hughes) が演じて2019年に復活し、イギリスの欧州連合離脱是非を問う国民投票のやり直しを求めた人民の投票 (People’s Vote) 運動のデモに参加したほか、2019年イギリス総選挙にオフィシャル・モンスター・レイブン・ルーニー・パーティーから出馬した。一方、ハーヴェイも、新たなキャラクターであるビンフェイス伯爵（Count Binface：ゴミ箱顔伯爵）として、選挙に出馬した。

## 歴史

### 1980年代の起源
バケットヘッド卿は、アメリカ合衆国の映画作家トッド・デュアハムが、『スター・ウォーズ』などのパロディSF映画として低予算で制作した1984年の映画『ハイパー・ウォーズ 帝国の逆上』の登場人物として創作したものである。この映画で、バケットヘッド卿は、『スター・ウォーズ』におけるダース・ベイダーのように、銀河間を股に掛ける悪者であり、ロバート・ブラッドワースが演じていた。
この映画は、イギリスでは『グレムロイズ (Gremloids)』と題して、マイク・リー (Mike Lee) が所有するビデオ配給会社 VIPCO がリリースした。1987年イギリス総選挙、リーはグレムロイズ党 (Gremloids Party) を代表するバケットヘッド卿として、保守党党首の首相マーガレット・サッチャーと同じロンドンのフィンチリー選挙区から出馬した。バケットヘッド卿は、バーミンガムを破壊して、宇宙船発射基地を建設すると訴えた。 この選挙でバケットヘッド卿は、131票を得た。1992年イギリス総選挙では、当時の保守党党首で首相だったジョン・メイジャーの選挙区であるハンティンドン選挙区で立候補し、107票 (0.1%) を得た。

### 2017年の復活
2017年、コメディアンのジョナサン・ハーヴェイ (Jonathan Harvey) が、バケットヘッド卿として総選挙にテリーザ・メイと同じメイデンヘッド選挙区から出馬した。ハーヴェイは、『グレムロイズ』を視てバケットヘッド卿を使うこと思いつき、このキャラクターが、以前の選挙に出馬していたことは後から知った。このときバケットヘッド卿は249票（0.4%）を得票し、このキャラクターとしては過去最高を記録した。
バケットヘッド卿がメイ首相と並んで立っているテレビ放送された映像はバイラル動画となり、HBOのトーク番組『Last Week Tonight with John Oliver』や、グラストンベリー・フェスティバルにも出演した。『ガーディアン』紙は、皮肉交じりの記事で、シーファックスを復活させるとしたバケットヘッド卿のマニフェストに「最優秀政策」賞 ("Best Policy" award) を授与するとした。選挙から数日後、バケットヘッド卿はアメリカ合衆国のトーク番組『Last Week Tonight with John Oliver』に出演し、イギリスの欧州連合離脱 (Brexit) をめぐる交渉を主導していくと述べた。ハーヴェイは、バケットヘッド卿として Twitter のアカウントを開設し、数十万のフォロワーを得た。『ガーディアン』紙は、バケットヘッド卿のことを、オフィシャル・モンスター・レイブン・ルーニー・パーティーのようなイギリスにおける泡沫政党の伝統の一部である泡沫候補だとした。
2017年6月、バケットヘッド卿はグラストンベリー・フェスティバルにサプライズ出演し、スリーフォード・モッズを紹介した。同年、バケットヘッド卿はクリスマス・シングル「A Bucketful of Happiness」を出し、ミュージック・ビデオも発表した。

### 著作権をめぐる争いと、その後
2017年の選挙の後、デュアハムはハーヴェイに連絡をとり、バケットヘッド卿のキャラクターの所有権は自分にあることを伝えた。ハーヴェイによれば、デュアハムは、自分に Twitter アカウントのパスワードを知らせるよう求めたという。ハーヴェイは、法的措置には対抗できないと考え、黙って従った。デュアハムは、将来イギリスでおこなわれる選挙において、適切な手続きで彼の公認を得て、このキャラクターで立候補することを希望する者は歓迎するとし、「私のキャラクターであるバケットヘッド卿は、常に人々の声の代弁者でしたし、私は人々に彼の声を使わせ得たいと感じています」と述べた。
Twitter のアカウントは、2019年から再び発信を始めた。この年、バケットヘッド卿を演じたのはデヴィッド・ヒューズ (David Hughes) で、イギリスの欧州連合離脱是非を問う国民投票のやり直しを求める人民の投票のデモに参加するなどした。4月、バケットヘッド卿はクラウドファンディングで £15,000 を集め、5月におこなわれた2019年イギリス欧州議会議員選挙にナイジェル・ファラージと同じ南東イングランド選挙区から欧州議会議員に立候補しようとした。しかし、この企ては、イギリスの欧州連合残留を訴える他の政党の票を奪うかもしれないという懸念から、取りやめられた。デュアハムによれば、集まった資金は返却されたという。
12月におこなわれた2019年イギリス総選挙では、バケットヘッド卿はオフィシャル・モンスター・レイブン・ルーニー・パーティーを代表してボリス・ジョンソン首相と同じアックスブリッジ・アンド・サウス・ルイスリップ選挙区に出馬した。一方、ハーヴェイも、同じ選挙区に、新キャラクターであるビンヘッド伯爵として出馬した。

## 政治綱領
2017年イギリス総選挙におけるバケットヘッド卿はマニフェストは、「強力で、完全には安定しないリーダーシップ (strong, not entirely stable leadership)」であったが、これは保守党の「強力かつ安定 (strong and stable)」というスローガンを踏まえたものである。公約には以下の内容が含まれていた。
- 貴族院の廃止、ただし、バケットヘッド卿は例外とする。
- 核兵器：「断固たる公表された決意をもって、1000億ポンドをかけてイギリスのトライデント（英語版）戦略を構築し、次いで、同等の断固たる決意をもって密かにそれを実行しないでおく。トライデントは秘密の潜水艦であり、実行しようとしまいと誰にも分からない。これは Win-Win だ[20]。
- 万人が無料で利用できる自転車を提供し、「肥満、交通渋滞、自転車泥棒と闘う」[20]。
- 選挙権の年齢を16歳まで引き下げ、80歳以上の投票権を制限する。
- テリーザ・メイが推進しているグラマースクールの復活政策ではなく[20]、バケットヘッド卿は3つの原則に基づく「ガンマ (gamma)」スクールを創設する。すなわち、「第一に、教師の待遇を改善し、より優れた大学卒業生を惹きつける。第二に、子どもたちのための施設、特に遊び場を充実させる。第三に、もし不適切な振る舞いを3回した子どもがいれば、その子を遠い宇宙の果てに吹き飛ばし、両親には素敵な果物の盛り籠を贈り、慰謝ないし祝福とするが、どちらになるかは子ども次第である」[20]。
- イギリスの欧州連合離脱是非を問う国民投票のやり直しをするかしないかを問う国民投票を実施する[21]。
- キツネ狩りをする者を、狩りの対象とすることを合法化する[21]。
- ポップ歌手アデルの国有化[21]。
- 右翼コラムニストであるケイティ・ホプキンス（英語版）の「ファントムゾーン (Phantom Zone)」への追放[21]。
- メイデンヘッドのニコルソンズ・ショッピング・センター (Nicholson's Shopping Centre) の再生（英語版）[21]。
- イギリスによるサウジアラビアへの武器売却の中止と、バケットヘッド卿からの光線銃の購入[22]。

## 選挙結果
| 1987年イギリス総選挙：フィンチリー選挙区 | 1987年イギリス総選挙：フィンチリー選挙区 | 1987年イギリス総選挙：フィンチリー選挙区            | 1987年イギリス総選挙：フィンチリー選挙区 | 1987年イギリス総選挙：フィンチリー選挙区 | 1987年イギリス総選挙：フィンチリー選挙区 |
| 政党                                     | 政党                                     | 候補者                                              | 票                                       | %                                        | 前回比                                   |
| ---------------------------------------- | ---------------------------------------- | --------------------------------------------------- | ---------------------------------------- | ---------------------------------------- | ---------------------------------------- |
|                                          | 保守党                                   | マーガレット・サッチャー                            | 21,603                                   | 53.9                                     | +2.8                                     |
|                                          | 労働党                                   | ジョン・デイヴィーズ (John Davies)                  | 12,690                                   | 31.7                                     | +4.9                                     |
|                                          | 自由党                                   | デイヴィッド・ハワース (David Howarth)              | 5,580                                    | 13.9                                     | −7.3                                     |
|                                          | グレムロイズ                             | バケットヘッド卿                                    | 131                                      | 0.3                                      | N/A                                      |
|                                          | ゴールド党 (Gold Party)                  | マイケル・セントヴィンセント (Michaelle St Vincent) | 59                                       | 0.2                                      | N/A                                      |
| 投票総数 / 投票率                        | 投票総数 / 投票率                        | 投票総数 / 投票率                                   | 40,063                                   | 69.4                                     | +0.4                                     |

| 1992年イギリス総選挙：ハンティンドン選挙区 | 1992年イギリス総選挙：ハンティンドン選挙区  | 1992年イギリス総選挙：ハンティンドン選挙区 | 1992年イギリス総選挙：ハンティンドン選挙区 | 1992年イギリス総選挙：ハンティンドン選挙区 | 1992年イギリス総選挙：ハンティンドン選挙区 |
| 政党                                       | 政党                                        | 候補者                                     | 票                                         | %                                          | 前回比                                     |
| ------------------------------------------ | ------------------------------------------- | ------------------------------------------ | ------------------------------------------ | ------------------------------------------ | ------------------------------------------ |
|                                            | 保守党                                      | ジョン・メイジャー                         | 48,662                                     | 66.2                                       | +2.6                                       |
|                                            | 労働党                                      | ヒュー・セックルマン (Hugh Seckleman)      | 12,432                                     | 16.9                                       | +3.0                                       |
|                                            | 自由民主党                                  | アンドリュー・ダフ                         | 9,386                                      | 12.8                                       | −8.3                                       |
|                                            | 自由党                                      | ポール・ウィギン (Paul Wiggin)             | 1,045                                      | 1.4                                        | N/A                                        |
|                                            | 緑の党                                      | デボラ・バークヘッド (Deborah Birkhead)    | 846                                        | 1.2                                        | −0.2                                       |
|                                            | モンスター・レイブン・ルーニー              | スクリーミング・ロード・サッチ             | 728                                        | 1.0                                        | N/A                                        |
|                                            | 保守サッチャー党 (Conservative Thatcherite) | マイケル・フラナガン (Michael Flanagan)'   | 231                                        | 0.3                                        | N/A                                        |
|                                            | グレムロイズ                                | バケットヘッド卿                           | 107                                        | 0.1                                        | N/A                                        |
|                                            | 火星前進党 (Forward to Mars Party)          | チャールズ・S・コッケル                    | 91                                         | 0.1                                        | N/A                                        |
|                                            | 自然法党                                    | デイヴィッド・シェパード                   | 26                                         | 0.0                                        | N/A                                        |
| 投票総数 / 投票率                          | 投票総数 / 投票率                           | 投票総数 / 投票率                          | 40,063                                     | 69.4                                       | +0.4                                       |

| 2017年イギリス総選挙：メイデンヘッド選挙区 | 2017年イギリス総選挙：メイデンヘッド選挙区 | 2017年イギリス総選挙：メイデンヘッド選挙区 | 2017年イギリス総選挙：メイデンヘッド選挙区 | 2017年イギリス総選挙：メイデンヘッド選挙区 | 2017年イギリス総選挙：メイデンヘッド選挙区 |
| 政党                                       | 政党                                       | 候補者                                     | 票                                         | %                                          | 前回比                                     |
| ------------------------------------------ | ------------------------------------------ | ------------------------------------------ | ------------------------------------------ | ------------------------------------------ | ------------------------------------------ |
|                                            | 保守党                                     | テリーザ・メイ                             | 37,718                                     | 64.8                                       | −1.0                                       |
|                                            | 労働党                                     | パット・マクドナルド (Pat McDonald)        | 11,261                                     | 19.3                                       | +7.4                                       |
|                                            | 自由民主党                                 | トニー・ヒル (Tony Hill)                   | 6,540                                      | 11.2                                       | +1.3                                       |
|                                            | 緑の党                                     | デレク・ウォール                           | 907                                        | 1.6                                        | −2.0                                       |
|                                            | イギリス独立党                             | ジェラード・バッテン                       | 871                                        | 1.5                                        | −6.9                                       |
|                                            | 動物福祉党                                 | アンドリュー・ナイト (Andrew Knight)       | 282                                        | 0.5                                        | N/A                                        |
|                                            | グレムロイズ                               | バケットヘッド卿                           | 249                                        | 0.4                                        | N/A                                        |
|                                            | 無所属                                     | グラント・スミス (Grant Smith)             | 152                                        | 0.3                                        | N/A                                        |
|                                            | モンスター・レイブン・ルーニー             | ハウリング・ラウド・ホープ                 | 119                                        | 0.2                                        | N/A                                        |
|                                            | キリスト教人民同盟                         | エドモンド・ヴィクター (Edmonds Victor)    | 69                                         | 0.1                                        | N/A                                        |
|                                            | ただの政党 (The Just Political Party)      | ジュリアン・リード (Julian Reid)           | 52                                         | 0.1                                        | N/A                                        |
|                                            | 無所属                                     | イェミ・ハイレマリアム (Yemi Hailemariam)  | 16                                         | 0.0                                        | N/A                                        |
|                                            | エルモを返して (Give Me Back Elmo)         | ボビー・スミス                             | 3                                          | 0.0                                        | N/A                                        |
| 投票総数 / 投票率                          | 投票総数 / 投票率                          | 投票総数 / 投票率                          | 58,239                                     | 76.4                                       | +3.8                                       |

| 2019年イギリス総選挙：アックスブリッジ・アンド・サウス・ルイスリップ選挙区 | 2019年イギリス総選挙：アックスブリッジ・アンド・サウス・ルイスリップ選挙区 | 2019年イギリス総選挙：アックスブリッジ・アンド・サウス・ルイスリップ選挙区 | 2019年イギリス総選挙：アックスブリッジ・アンド・サウス・ルイスリップ選挙区 | 2019年イギリス総選挙：アックスブリッジ・アンド・サウス・ルイスリップ選挙区 | 2019年イギリス総選挙：アックスブリッジ・アンド・サウス・ルイスリップ選挙区 |
| 政党                                                                       | 政党                                                                       | 候補者                                                                     | 票                                                                         | %                                                                          | 前回比                                                                     |
| -------------------------------------------------------------------------- | -------------------------------------------------------------------------- | -------------------------------------------------------------------------- | -------------------------------------------------------------------------- | -------------------------------------------------------------------------- | -------------------------------------------------------------------------- |
|                                                                            | 保守党                                                                     | ボリス・ジョンソン                                                         | 25,351                                                                     | 52.6                                                                       | +1.8                                                                       |
|                                                                            | 労働党                                                                     | アリ・ミラーニ                                                             | 18,141                                                                     | 37.6                                                                       | -2.4                                                                       |
|                                                                            | 自由民主党                                                                 | ジョアンナ・ハンフリーズ (Joanne Humphreys)                                | 3,026                                                                      | 6.3                                                                        | +2.3                                                                       |
|                                                                            | 緑の党                                                                     | メーク・ケア (Mark Keir)                                                   | 1,090                                                                      | 2.3                                                                        | +0.4                                                                       |
|                                                                            | イギリス独立党                                                             | ジョフリー・コートネイ (Geoffrey Courtenay)                                | 283                                                                        | 0.6                                                                        | −2.8                                                                       |
|                                                                            | モンスター・レイブン・ルーニー                                             | バケットヘッド卿                                                           | 125                                                                        | 0.3                                                                        | N/A                                                                        |
|                                                                            | 無所属                                                                     | ビンフェイス伯爵                                                           | 69                                                                         | 0.1                                                                        | N/A                                                                        |
|                                                                            | 無所属                                                                     | アルフィー・アティング (Alfie Utting)                                      | 44                                                                         | 0.1                                                                        | N/A                                                                        |
|                                                                            | 無所属                                                                     | イェイス・ヨーゲンステイン (Yace Yogenstein)                               | 23                                                                         | 0.0                                                                        | N/A                                                                        |
|                                                                            | 無所属                                                                     | ノーマ・バーク (Norma Burke)                                               | 22                                                                         | 0.0                                                                        | N/A                                                                        |
|                                                                            | 無所属                                                                     | ボビー・「エルモ」・スミス                                                 | 8                                                                          | 0.0                                                                        | N/A                                                                        |
|                                                                            | 無所属                                                                     | ウィリアム・トービン (William Tobin)                                       | 5                                                                          | 0.0                                                                        | N/A                                                                        |
| 投票総数 / 投票率                                                          | 投票総数 / 投票率                                                          | 投票総数 / 投票率                                                          | 48,174                                                                     | 68.5                                                                       | +1.7                                                                       |